# 結浜
結浜（ゆいひん）は、和歌山県西牟婁郡白浜町のアドベンチャーワールドで飼育されていたメスのジャイアントパンダである。
2016年9月18日に誕生。父は永明、母は良浜であり、兄に永浜（2008年生まれ）、海浜（2010年生まれ）、姉に梅浜（2008年生まれ）、陽浜（2010年生まれ）、優浜（2012年生まれ）、桜浜・桃浜（ともに2014年生まれ）。妹に2018年生まれの彩浜、2020年生まれの楓浜がいる。

## 経歴
2016年
- 9月18日 - 午前1時11分、アドベンチャーワールドにて誕生。体重197gと、同パークでは最も大きく誕生した。
- 10月1日 - 母・良浜とともに時間を限定して一般公開がスタート。同日、名前の公募もスタートした。
- 12月6日 - 命名セレモニーが行われ、結浜と名付けられた。
- 12月27日 - 歩き始める。

2017年
- 1月27日 - 母・良浜とともに、屋内運動場デビュー。
- 3月18日 - 生後半年を迎える。ハーフバースデーのイベントが行われる。
- 3月24日 - 屋外運動場デビュー。
- 9月18日 - 1歳の誕生日を迎える。イベントでは、結浜の顔を型どった氷のケーキがプレゼントされた。
- 10月10日 - 親元を離れて独り立ちを迎える。
- 10月27日 - 姉の桜浜、桃浜のいるパンダラブへ引っ越し。

2018年
- 8月14日 - 妹の彩浜が誕生し、お姉さんとなった。
- 9月18日 - 2歳の誕生日を迎える。イベントでは木製の「ゆいひん」と書かれた椅子がプレゼントされた。[1]。

2019年
- 9月 - 健康管理により、公開中止となる。
- 9月18日 - 3歳の誕生日を迎える。誕生日当日は休園日だったため、翌19日に誕生日イベントが実施される。健康管理が続く中、公開された。
- 10月24日 - 妹・彩浜が独り立ちでパンダラブに引っ越すのに伴い、再び父・永明、母・良浜のいるブリーディングセンターに引っ越す[2]。

2025年
- 6月28日 - 良浜・彩浜・楓浜と共に中国へ返還された。これによりアドベンチャーワールドからジャイアントパンダが消滅した[3][4]。

## エピソード
- 頭のてっぺんにあるとんがりがチャームポイント。
- 好奇心旺盛な性格だが、甘えん坊な一面もある。
- 父・永明に似て足が長い。竹を選り好みするグルメなところも似ている。